# Горст Гайц
Горст Гайц (нім. Horst Heitz; 9 квітня 1922, Мангайм — 26 липня 2004, Баден-Баден) — німецький офіцер-підводник, оберлейтенант-цур-зее крігсмаріне.

## Біографія
1 грудня 1939 року вступив на флот. З травня 1941 по травень 1942 року пройшов курс підводника. З 17 червня 1942 року — 1-й вахтовий офіцер на підводному човні U-664. В червні-серпні 1943 року пройшов курс командира човна. В серпні-жовтні 1943 року — командир U-6, з 16 листопада 1943 по грудень 1944 року — U-792, з 29 березня по 5 травня 1945 року — U-1407.

## Звання
- Кандидат в офіцери (1 грудня 1939)
- Морський кадет (1 травня 1940)
- Фенріх-цур-зее (1 листопада 1940)
- Оберфенріх-цур-зее (1 листопада 1941)
- Лейтенант-цур-зее (1 травня 1942)
- Оберлейтенант-цур-зее (1 грудня 1943)